# Волкович Данило Іванович
Данило Іванович Волкович (18 квітня 1900, село Занєманськ Гродненського повіту Гродненської губернії, тепер у складі міста Мости Гродненської області, Білорусь — розстріляний 26 листопада 1937, місто Москва, Російська Федерація) — радянський діяч, голова Ради народних комісарів Білоруської РСР, 2-й секретар ЦК КП(б) Білорусії. Член Бюро ЦК КП(б) Білорусії в 1934—1937 роках.

## Життєпис
Народився в родині селянина-бідняка. У серпні 1915 році з родиною переїхав до Вятської губернії. З серпня 1915 по березень 1918 року наймитував у заможних селян села Докучаєво Малмизького повіту Вятської губернії, працював чорноробом на заводі в селищі Іжевський Завод Вятської губернії.
У березні — липні 1918 року — співробітник контррозвідгрупи, в липні 1918 — квітні 1919 року — член колегії і товариш (заступник) голови Малмизької повітової надзвичайної комісії (ЧК) Вятської губернії.
Член РКП(б) з жовтня 1918 року. У 1919 році вступив до Російської комуністичної спілки молоді (РКСМ).
З квітня по липень 1919 року — рядовий особливого комуністичного батальйону 2-ї зведеної дивізії РСЧА Східного фронту.
У липні — жовтні 1919 року — член колегії Малмизької повітової надзвичайної комісії (ЧК) Вятської губернії.
У жовтні 1919 — серпні 1920 року — відповідальний секретар Малмизького повітового комітету РКП(б) Вятської губернії.
У серпні — жовтні 1920 року — член Бюро ЦК комсомолу (КСМ) Білорусії в Мінську, брав участь у війні з Польщею.
З жовтня 1920 по січень 1921 року — командир комсомольського взводу загону із боротьби з військами генерала Булак-Балаховича в місті Мозирі Мінської губернії.
У січні — вересні 1921 року — завідувач відділу із роботи в селі ЦК КСМ Білорусії.
У вересні 1921 — вересні 1922 року — інструктор Центрального бюро КП(б) Білорусії.
У вересні 1922 — липні 1924 року — слухач і секретар партійної організації робітничого факультету Білоруського державного університету в Мінську.
У липні 1924 — листопаді 1925 року — відповідальний секретар Койданівського районного комітету КП(б) Білорусії Мінського округу.
У листопаді 1925 — березні 1926 року — заступник завідувача організаційного відділу Мінського окружного комітету КП(б) Білорусії.
У березні 1926 — грудні 1928 року — відповідальний секретар Ляхівського районного комітету КП(б) Білорусії міста Мінська.
У грудні 1928 — вересні 1929 року — інструктор ЦК КП(б) Білорусії.
У вересні 1929 — жовтні 1930 року — завідувача організаційного відділу Могильовського окружного комітету КП(б) Білорусії.
У жовтні 1930 — липні 1931 року — відповідальний секретар Климовицького районного комітету КП(б) Білорусії.
У липні 1931 — лютому 1934 року — 1-й секретар Бобруйського районного комітету КП(б) Білорусії.
У лютому — серпні 1934 року — заступник народного комісара землеробства Білоруської РСР.
3 серпня 1934 — 10 червня 1937 року — 2-й секретар ЦК КП(б) Білорусії. Одночасно, з 25 січня по 14 березня 1937 року — тво. 1-го секретаря ЦК КП(б) Білорусії.
30 травня — вересень 1937 року — голова Ради народних комісарів Білоруської РСР. На початку вересня 1937 року був терміново викликаний до Москви на нараду до народного комісара важкої промисловості СРСР.
5 вересня 1937 року заарештований органами НКВС у справі «Об'єднаного антирадянського підпілля», звинувачений в шкідництві та роботі на західні розвідки. 25 жовтня 1937 року виключений із партії. 26 листопада 1937 року засуджений до страти, того ж дня розстріляний.
Посмертно реабілітований 11 квітня 1956 року. Відновлений у членах КПРС рішенням КПК при ЦК КПРС 1 червня 1956 року.